# Tomáš Blažek (sochař)
Tomáš Blažek (*14. května 1989 Hradec Králové) je český sochař a architekt. 
Studoval Fakultu architektury ČVUT v Praze (ateliér Patrika Kotase, Václava Aulického, 2008-2014) a dále rovněž obor sochařství na Fakultě výtvarných umění VUT v Brně (2017-2021). Zásadní vliv na něj měl krom Michala Gabriela ještě Kurt Gebauer. Jeho díla jsou především v soukromých sbírkách. V Česku na sebe poprvé výrazněji upozornil v roce 2017, kdy obeslal výtvarné instituce dopisem o založení umělecké skupiny (Michal Jemelka, Eva Činčalová, Tomáš Blažek, Richard Augustín, Markéta Lamoš Žitňanská) a sepsáním Digitálního manifestu. V rámci českého sochařství představuje odklon od tradiční instalace směrem k digitálnímu sochařství. Představil veřejnosti sochy, jako "Sofistica", "Glitch sculpture-Time", nebo "Glitch reliéf#1", odkazující k současné vlně Glitch artu. Vystavoval samostatně např. v Hradci Králové, Turíně (Itálie), nebo Praze. V roce 2021 a 2022 se prezentoval v Praze na Mezinárodním festivalu umění „Art Fest" 2021 a následně také v Národní galerii v Praze, Veletržním paláci v rámci výstavy Ceny Jindřicha Chalupeckého 2022.

## Známá díla
- Bory Mall v Bratislavě, spoluautor (FUKSAS architecture), autorský návrh fasády multikina
- Socha Glitch sculpture squared [11]